# Liste der Einträge im National Register of Historic Places im Tipton County (Tennessee)

Lage des Tipton Countys in Tennessee

Die Liste der Einträge im National Register of Historic Places im Tipton County in Tennessee führt die Bauwerke und historischen Stätten im Tipton County auf, die in das National Register of Historic Places aufgenommen wurden.

## Derzeitige Einträge
| [ 2 ] | Name                                            | Bild                                            | Eintragsdatum        | Lage | Ort                       | Beschreibung |
| ----- | ----------------------------------------------- | ----------------------------------------------- | -------------------- | --- | ------------------------- | ------------ |
| 1     | Canaan Baptist Church                           |                                                 | 1999 ID-Nr. 99001457 | 211 North Main Street 35° 33′ 34″ N, 89° 38′ 20″ W                                                                                        | Covington                 |              |
| 2     | Charleston United Methodist Church and Cemetery | Charleston United Methodist Church and Cemetery | 2002 ID-Nr. 02000811 | Covington-Stanton Road 35° 29′ 43″ N, 89° 30′ 34″ W                                                                                       | Südwestlich von Covington |              |
| 3     | Coca-Cola Bottling Plant                        | Coca-Cola Bottling Plant                        | 1997 ID-Nr. 97000038 | 126 U.S. Highway 51 35° 33′ 51″ N, 89° 38′ 58″ W                                                                                          | Covington                 |              |
| 4     | Hotel Lindo                                     | Hotel Lindo                                     | 1982 ID-Nr. 82001733 | 116 West Liberty Street 35° 33′ 52″ N, 89° 38′ 48″ W                                                                                      | Covington                 |              |
| 5     | Mt. Carmel Presbyterian Church                  | Mt. Carmel Presbyterian Church                  | 1984 ID-Nr. 84003716 | Mount Carmel Road 35° 29′ 49″ N, 89° 38′ 53″ W                                                                                            | Covington                 |              |
| 6     | Old Trinity Episcopal Church                    | Old Trinity Episcopal Church                    | 1997 ID-Nr. 97000039 | Charleston Road, rund sechs Kilometer nordöstlich von Mason 35° 27′ 21″ N, 89° 31′ 6″ W                                                   | Mason                     |              |
| 7     | Rhodes House                                    |                                                 | 1980 ID-Nr. 80003875 | Südöstlich von Brighton an der Clopton-Gainsville Road 35° 26′ 51″ N, 89° 38′ 28″ W                                                       | Brighton                  |              |
| 8     | Ruffin Theater                                  | Ruffin Theater                                  | 1992 ID-Nr. 92000248 | 113 West Pleasant Avenue 35° 33′ 43″ N, 89° 38′ 50″ W                                                                                     | Covington                 |              |
| 9     | St. Matthew's Episcopal Church                  | St. Matthew's Episcopal Church                  | 1977 ID-Nr. 77001297 | Munford Street 35° 33′ 45″ N, 89° 38′ 25″ W                                                                                               | Covington                 |              |
| 10    | South College Street Historic District          |                                                 | 1997 ID-Nr. 97000037 | 600, 700, und 800 South College Street 35° 33′ 45″ N, 89° 38′ 55″ W                                                                       | Covington                 |              |
| 11    | South Main Street Historic District             |                                                 | 1992 ID-Nr. 92000427 | Abgegrenzt durch South Main Street, Sherrod Avenue, South Maple Street, Sanford Avenue und Lauderdale Avenue 35° 33′ 35″ N, 89° 38′ 44″ W | Covington                 |              |
| 12    | Trinity Church                                  |                                                 | 1984 ID-Nr. 84003719 | Main Street 35° 24′ 45″ N, 89° 32′ 4″ W                                                                                                   | Mason                     |              |